# Rockefeller Street (album)
Rockefeller Street je debutové album estonské popové zpěvačky Getter Jaani. Bylo vydáno 2. května 2011.
Pilotní singl „Rockefeller Street“ vydala 24. ledna 2011. Druhý singl „Valged ööd“ vydala 23. května 2011.

## Singly
„Rockefeller Street“ byl vydán jako pilotní singl. S touto písní Getter Jaani reprezentovala Estonsko na Eurovision Song Contest 2011, která se konala v německém Düsseldorfu. Ve finále získala 44 bodů, což stačilo pouze na pozici 24. V estonských žebříčcích nejvýše na pozici číslo 3.
„Valged ööd“ byl vydán jako druhý singl. V písni jí sekundoval estonský zpěvák Koit Toome a vydala ji 23. května 2011. V estonských žebříčcích se nejvýše umístila na čísle 1.
„Me kõik jääme vanaks“ je třetím singlem. V písní jí sekundoval kytarista Mihkel Raud a vydala ji 30. října 2011. V estonských žebříčcích se nejvýše umístila na čísle 3.

## Seznam stop
1. „Rockefeller Street“ — 3:59
2. „Valged ööd“ (spolu s Koit Toome) — 3:50
3. „Robot“ — 3:58
4. „Grammofon“ — 3:38
5. „Must Klaver“ — 3:13
6. „Parim päev“ — 3:36
7. „Me kõik jääme vanaks“ (ft. Mihkel Raud) — 4:40
8. „Saladus“ — 3:31
9. „Teater“ — 3:23
10. „Ebareaalne“ — 3:21
11. „Alles Alguses“ — 4:45
12. „Rockefeller Street" (Remix) — 3:50

## Žebříčky
| Žebříčky (2011)       | Nejvyšší pozice |
| --------------------- | --------------- |
| Estonian Albums Chart | 3               |

## Historie vydání
| Země        | Datum          | Formát            | Vydavatel |
| ----------- | -------------- | ----------------- | --------- |
| Celosvětově | 2. května 2011 | digitální stažení | Moonwalk  |
| Estonsko    | 2. května 2011 | CD                | Moonwalk  |